# Barrio El Treinta
Barrio El Treinta es una localidad argentina ubicada en el municipio de Cipolletti, Departamento General Roca, Provincia de Río Negro. Se desarrolla sobre el canal principal de riego, 3 km al norte del barrio Puente 83, con el cual forma un único aglomerado urbano.
En la localidad hay una central eléctrica que alimenta barrios de las zonas este y norte de Cipolletti. Sus habitantes trabajan en los establecimientos frutícolas cercanos.

## Población
En el censo nacional de 2010 se la incluyó dentro de la aglomeración de Barrio Puente 83, la misma cuenta con 2,512 habitantes (Indec, 2010).